# Vigy
Vigy és un municipi francès situat al departament del Mosel·la i a la regió del Gran Est. L'any 2007 tenia 1.283 habitants.

## Demografia

### Població
El 2007 la població de fet de Vigy era de 1.283 persones. Hi havia 472 famílies, de les quals 98 eren unipersonals (39 homes vivint sols i 59 dones vivint soles), 126 parelles sense fills, 209 parelles amb fills i 39 famílies monoparentals amb fills.
La població ha evolucionat segons el següent gràfic:
Habitants censats

### Habitatges
El 2007 hi havia 509 habitatges, 476 eren l'habitatge principal de la família, 9 eren segones residències i 23 estaven desocupats. 440 eren cases i 63 eren apartaments. Dels 476 habitatges principals, 393 estaven ocupats pels seus propietaris, 59 estaven llogats i ocupats pels llogaters i 25 estaven cedits a títol gratuït; 5 tenien una cambra, 18 en tenien dues, 28 en tenien tres, 78 en tenien quatre i 348 en tenien cinc o més. 407 habitatges disposaven pel capbaix d'una plaça de pàrquing. A 193 habitatges hi havia un automòbil i a 248 n'hi havia dos o més.

### Piràmide de població
La piràmide de població per edats i sexe el 2009 era:
| Homes | Edats   | Dones |
| ----- | ------- | ----- |
| 4     | 95 o +  | 0     |
| 0     | 90 a 94 | 4     |
| 0     | 85 a 89 | 20    |
| 16    | 80 a 84 | 4     |
| 4     | 75 a 79 | 16    |
| 8     | 70 a 74 | 20    |
| 36    | 65 a 69 | 24    |
| 32    | 60 a 64 | 24    |
| 24    | 55 a 59 | 20    |
| 64    | 50 a 54 | 32    |
| 20    | 45 a 49 | 64    |
| 68    | 40 a 44 | 64    |
| 64    | 35 a 39 | 52    |
| 44    | 30 a 34 | 44    |
| 32    | 25 a 29 | 56    |
| 48    | 20 a 24 | 32    |
| 68    | 15 a 19 | 32    |
| 72    | 10 a 14 | 52    |
| 60    | 5 a 9   | 36    |
| 40    | 0 a 4   | 16    |

## Economia
El 2007 la població en edat de treballar era de 838 persones, 627 eren actives i 211 eren inactives. De les 627 persones actives 588 estaven ocupades (333 homes i 255 dones) i 40 estaven aturades (17 homes i 23 dones). De les 211 persones inactives 46 estaven jubilades, 95 estaven estudiant i 70 estaven classificades com a «altres inactius».

### Ingressos
El 2009 a Vigy hi havia 536 unitats fiscals que integraven 1.503,5 persones, la mediana anual d'ingressos fiscals per persona era de 21.013 €.

### Activitats econòmiques
Dels 45 establiments que hi havia el 2007, 1 era d'una empresa alimentària, 2 d'empreses de fabricació d'altres productes industrials, 4 d'empreses de construcció, 11 d'empreses de comerç i reparació d'automòbils, 1 d'una empresa de transport, 2 d'empreses d'hostatgeria i restauració, 1 d'una empresa financera, 1 d'una empresa immobiliària, 9 d'empreses de serveis, 10 d'entitats de l'administració pública i 3 d'empreses classificades com a «altres activitats de serveis».
Dels 13 establiments de servei als particulars que hi havia el 2009, 1 era una oficina d'administració d'Hisenda pública, 1 gendarmeria, 1 oficina de correu, 1 una oficina bancària, 1 taller de reparació d'automòbils i de material agrícola, 1 lampisteria, 1 empresa de construcció, 1 perruqueria, 2 veterinaris i 3 restaurants.
Dels 5 establiments comercials que hi havia el 2009, 1 era una botiga de més de 120 m², 1 una botiga de menys de 120 m², 1 una fleca, 1 una peixateria i 1 una joieria.
L'any 2000 a Vigy hi havia 10 explotacions agrícoles.

## Equipaments sanitaris i escolars
L'únic equipament sanitari que hi havia el 2009 era una farmàcia.
El 2009 hi havia 1 escola maternal i 1 escola elemental. Vigy disposava d'un col·legi d'educació secundària amb 342 alumnes.

## Poblacions més properes
El següent diagrama mostra les poblacions més properes.